# Yang Lei
Lei Yang shine Lee (cinese tradizionale: 陽蕾; cinese semplificato: 阳蕾; pinyin: Yáng Lěi; Chongqing, 12 ottobre 1984) è una cantante cinese, conosciuta anche con il nome di Shine Lee.
Il successo è arrivato dopo essersi piazzata in decima posizione nella gara canora Super Girl, nell'edizione del 2006.